# Рагнар Ларсен
Рагнар Ніколай Ларсен (норв. Ragnar Nikolay Larsen; 7 січня 1925, Осло, Норвегія — 14 січня 1982, там же) — норвезький футболіст, що грав на позиції півзахисника. По завершенні ігрової кар'єри — тренер.
Виступав за національну збірну Норвегії.

## Клубна кар'єра
У дорослому футболі дебютував 1948 року виступами за команду клубу «Сандакер», в якій провів три сезони. 
Своєю грою за цю команду привернув увагу представників тренерського штабу італійського клубу «Лаціо», до складу якого приєднався 1951 року. Відіграв за «біло-блакитних» наступні два сезони своєї ігрової кар'єри. Більшість часу, проведеного у складі «Лаціо», був основним гравцем команди.
1953 року уклав контракт з італійським клубом «Дженоа», у складі якого провів наступні три роки своєї кар'єри гравця.  Граючи у складі «Дженоа» також здебільшого виходив на поле в основному складі команди.
Протягом 1956—1958 років захищав кольори команди швейцарського клубу «Лугано».
Завершив професійну ігрову кар'єру у клубі «Сандакер», у складі якого вже виступав раніше. Прийшов до команди 1958 року, захищав її кольори до припинення виступів на професійному рівні у 1962.

## Виступи за збірну
1948 року дебютував в офіційних матчах у складі національної збірної Норвегії. Протягом кар'єри у національній команді, яка тривала 15 років, провів у формі головної команди країни лише 11 матчів, забивши 2 голи.

## Кар'єра тренера
Розпочав тренерську кар'єру, ще продовжуючи грати на полі, 1957 року, очоливши тренерський штаб клубу «Лугано».
В подальшому очолював збірну Норвегії та клуб «Ліллестрем».
Останнім місцем тренерської роботи був клуб «Стремсгодсет», головним тренером команди якого Ларсен був 1967 року.
Помер 14 січня 1982 року на 58-му році життя у місті Осло.